# Pleuronectitidae
Pleuronectitidae zijn een uitgestorven familie van tweekleppigen uit de orde Pectinida.